# 平德卢
平德卢是葡萄牙阿威罗区的一个堂区。总面积9.8平方公里，总人口2653人，人口密度281.7人/平方公里。